# Better than You (canción de Conor Maynard)
«Better Than You» es una canción del cantante pop británico Conor Maynard con la voz de Rita Ora, de su álbum debut, Contrast (2012). La canción fue escrita por Conor Maynard, Kyle Abrahams, George Astasio, Jon Shave, Jon Mills, Joe Dyer, Kurtis McKenzie, Rita Ora, Tony Nilsson, John Buchanan y producida por The Invisible Men y The Arcade.

## Lista de canciones
| Descarga digital |                                        |          |  |
| N.º              | Título                                 | Duración |  |
| 1.               | «Better Than You» (featuring Rita Ora) | 3:13     |  |

## Créditos y personal
- Voz principal – Conor Maynard, Rita Ora
- Productores – The Invisible Men, The Arcade
- Letras – Conor Maynard, Kyle Abrahams, George Astasio, Jon Shave, Jon Mills, Joe Dyer, Kurtis McKenzie, Rita Ora, Tony Nilsson, John Buchanan
- Sello: Parlophone

## Lista de rendimiento
| Lista (2012)                         | Máxima posición |
| ------------------------------------ | --------------- |
| UK Singles (Official Charts Company) | 105             |